# Ex Works
Ex works (EXW) är en incoterm. Ex Works betyder att säljaren ställer godset till köparens förfogande på säljarens mark eller område som fabrik eller lager. Säljaren exportklarerar inte godset och det är inte lastat på något transportfordon. EXW innebär minimalt med ansvar för säljaren. Transportdokumentet, transportrisken och kostnaden för godstransporten övergår på säljarens område.